# Marcatosa

Marcatosa, en el Valle de Arán.

 Marcatosa  es un terçon tradicional de la Valle de Arán, utilizado como circunscripción territorial para las elecciones al Conselh Generau d'Aran (Consejo General de Arán). Su territorio se corresponde con la parte norte del municipio de Viella y Medio Arán: Vilach, Aubert, Betlán, Mont, Montcorbau, Arrós y Vila.
Se formó en el siglo XVI como sestercio dividido del antiguo tercio de Viella.

## Elecciones
Desde la restauración de la estructura administrativa tradicional del Valle de Arán del 1990, elige uno de los 13 Consejeros del Conselh Generau d'Aran.
| Partido   | 2003   | Consejero | 2007   | Consejero |
| --------- | ------ | --------- | ------ | --------- |
| CDA       | 48.49% | 1         | 47.14% | 0         |
| UA-PM-PSC | 42.81% | 0         | 49.71% | 1         |